# Fisiune spontană
Fisiunea spontană este un caz particular al fenomenului de fisiune nucleară prin care un nucleu instabil al unui element greu fisionează în două fragmente (produși) de fisiune cu mase aproximativ egale și cu eliberarea unei mari cantități de energie de origine nucleară. 
Procesul de fisiune spontană a fost descoperit în 1940 de către savanții sovietici Georgy Nikolayevich Flyorov și Konstantin Antonovich Petrzhak în cazul 238U. S-a demonstrat ulterior că poate avea loc pentru orice specie nucleară cu masă de cel puțin 230 u.a.m.